# Frick, Aargau
Frick (schweizertyska: Frigch) är en ort och kommun i distriktet Laufenburg i kantonen Aargau, Schweiz. Kommunen har 5 741 invånare (2023).